# Mauerwerksverband

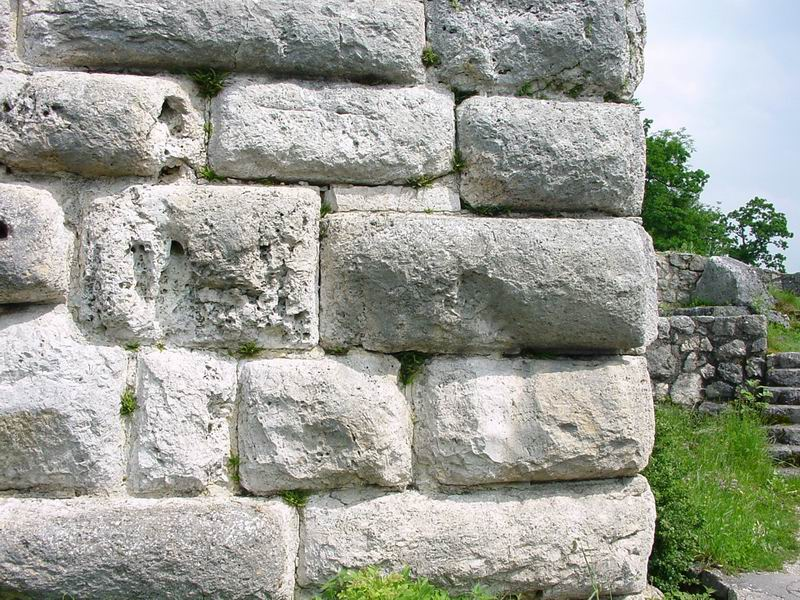
Sichtmauer aus Buckelquadern im Mauerwerkverband, Bergfried der Burg Hohengundelfingen

Mit Mauerwerksverband wird die Art der Anordnung von künstlichen und natürlichen Mauersteinen wie Ziegeln, Klinkern und Werksteinen innerhalb des Mauerwerks bezeichnet. Art und Auftragsstärke des Mörtels in den Fugen beeinflussen das Erscheinungsbild des Mauerwerks. Es gibt verschiedene Verbandarten, oft benannt nach den Regionen, in denen sie traditionell benutzt wurden. Leider wird teilweise eine Bezeichnung, beispielsweise gotischer Verband, von verschiedenen Autoren und Museen für unterschiedliche Mauerverbände verwendet, in Gegenrichtung ein bestimmter Mauerverband mit widersprüchlichen Bezeichnungen versehen.
Für Natursteinmauerwerk, das wie Trocken- und Bruchsteinmauerwerk aus unregelmäßig großen Steinen zusammengesetzt wird, lassen sich viele der hier aufgeführten Regeln über Verband, Läufer und Binder nicht anwenden.

## Grundlegende Begriffe

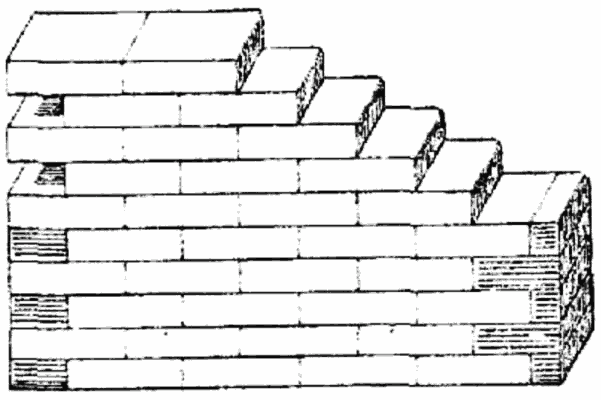
Läuferverband

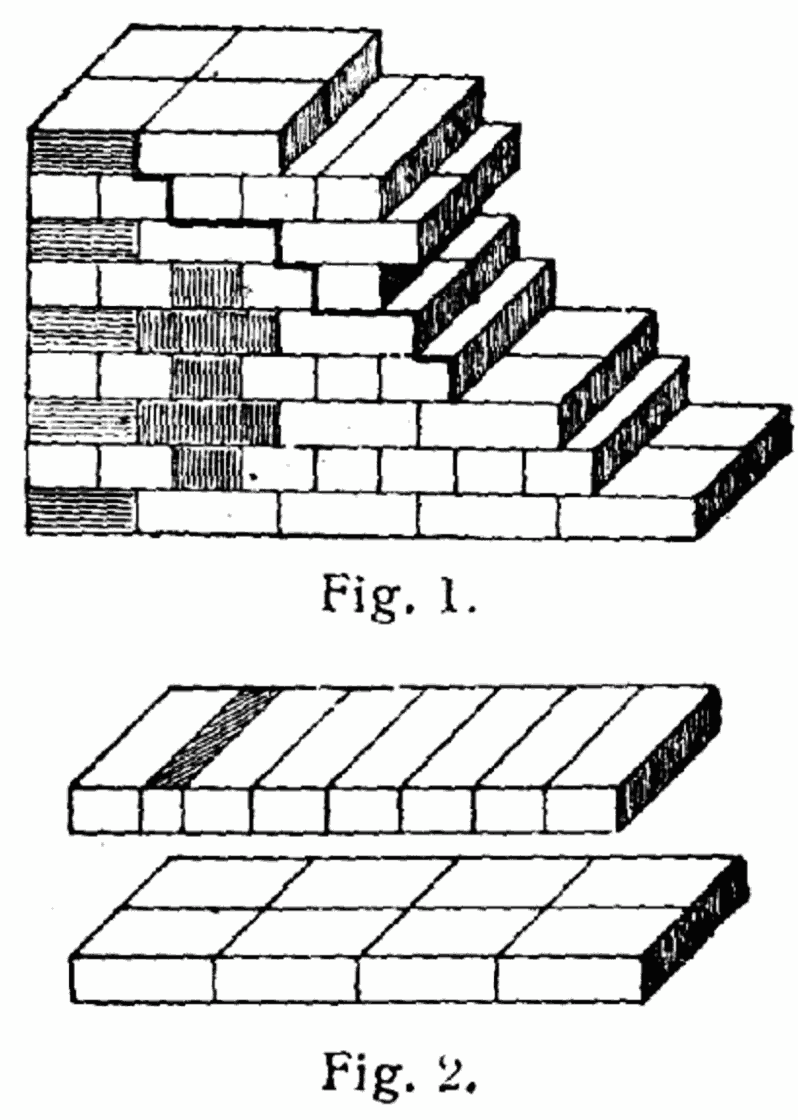
Historischer Blockverband, 1 Stein Mauerstärke, aus zwei unterschiedlichen Steinformaten

Prinzipiell werden Ziegel beim Errichten einer Mauer gemischt versetzt, das ist der Fachausdruck für das Verlegen im Verband. Um Lasten und Kräfte gleichmäßig im Mauerkörper zu verteilen und Bruchstellen zu vermeiden, werden Ziegelsteine also nicht genau übereinander, sondern gegeneinander versetzt vermauert.
Umfasst die Mauerstärke mehr als eine Ziegelbreite, werden die Steine Schicht für Schicht (je Schar) jeweils längs und einmal quer gemischt, um ein Aufspleißen der Wand zu verhindern. Ein längs vermauerter Ziegel heißt Läufer, der quer vermauerte Binder. Die beim Binder sichtbare schmale Seite wird auch als Kopf bezeichnet, er heißt dann auch Kopfstein, der Binder allgemein kann auch im Inneren des Verbands liegen. Baulicher Sonderfall ist der Eckstein.
Analog werden die entsprechenden Mauerwerkschichten als Läufer- oder Binderschicht bezeichnet. Sind in einer Binderschicht alle Steine hochkant gestellt, so heißt diese Rollschicht, zeigt der Kopf nach oben, Grenadierschicht. Rollschichten werden beispielsweise als Außenfensterbank oder als Zierelemente im Mauerwerk verwendet. Sonderformen der Rollschicht sind der Zahnschnitt (Steine in der Tiefe gegeneinander versetzt) und der Schränkschnitt (Steine schräg zur Mauerachse versetzt).
Bei den besonders starken Mauern von Festungsanlagen werden im Inneren der Wand auch Stromschichten mit 45 bis 60 Grad schräg verlaufenden Steinen verlegt, um horizontale Stöße durch Geschosse oder Rammen zu verteilen. Die äußeren Steinreihen werden wie bei einer gewöhnlichen Vormauerschale verlegt.
Die horizontale Fuge heißt Lagerfuge, die vertikale Stoßfuge.
Als Kimmstein werden die Steine zum Höhenausgleich bezeichnet. Entsprechend heißt die unterste Schicht, wenn sie nur Steine zum Höhenausgleich enthält, Kimmschicht.

## Geschichte
Die kleinformatigen und weichgebrannten Ziegelsteine der vergangenen Jahrhunderte wurden meist mehrreihig nebeneinander verlegt, um eine Wand mit ausreichender Breite und Tragfähigkeit zu erhalten. Zur Vermeidung von Rissen und Ausbeulung wurde tragendes Mauerwerk im Verband vermauert.
Die Mauerstärken bemaßen sich in ganzen Steinen, gerechnet in Ziegellänge. 1-Stein-Mauerwerk im heute noch verwendeten neuen Reichsformat ist 24 Zentimeter dick. Für mehrgeschossige Stadthäuser der Gründerzeit war 1,5 bis 3-Stein-Mauerwerk (37 bis 74 Zentimeter) in Keller und Erdgeschoss üblich. In jedem ersten bis zweiten Obergeschoss verjüngte sich die Mauer um einen halben Stein. Zur Herstellung von leichten, nicht tragenden Trennwänden von weniger als 10 cm Stärke wurden Ziegel auch hochkant vermauert. In vielen Ländern (z. B. Griechenland) ist diese sparsame Bauweise noch immer gebräuchlich.
Im 10. Jahrhundert n. Chr. wurden beim Bau des Samaniden-Mausoleums in Buchara 47 verschiedene Mauerwerksverbände verwendet.
Heute werden Mauerwerksverbände in tragenden Wänden schnell und effizient mit großdimensionierten, industriell gefertigten Blocksteinen im einfachen Läuferverband vermauert oder aus Stahlbeton gefertigt. Hohe Lohnkosten machen traditionelles Mauerwerk in Europa unwirtschaftlich.
Traditionelle Steinformate werden heute überwiegend nur noch als Sicht- oder Ziermauerwerk (Verblendmauerwerk) eingesetzt, um einschichtige Verblendmauerschalen herzustellen. Der Mauerwerksverband wird nach dekorativen Gesichtspunkten ausgewählt. Anstelle von Bindersteinen werden halbe Steine als Köpfe eingesetzt. Die Verblendmauerschale schützt vor Schlagregen und hat überwiegend dekorativen Charakter. Die Verblendmauerschale hat in der Regel keine tragende Wirkung und muss durch spezielle Fassaden-Anker an der tragenden Mauerschale verankert werden. Zwischen Verblendmauerschale und tragender Mauerschale kann eine Dämm-, eine Luftschicht oder beides zusammen vorgesehen werden.

## Einteilung
Zur sicheren Lastaufnahme, -verteilung und -übertragung auch bei Setzungserscheinungen und Erschütterungen muss das Mauerwerk im Verband gemauert werden. Die DIN 1053-1 (Mauerwerk, Teil 1: Berechnung und Ausführung) benennt Mindestüberbindemaße, nach denen sich die notwendige Überbindung (Überlappung) „übereinanderliegender“ Steine bestimmt. Die Mauerverbände selber sind nicht genormt, ermöglichen aber einen schnelleren Arbeitsfortschritt durch Vermeidung von Teilsteinen. Beim Mauern von Pfeilern, Bögen, Gewölben usw. müssen teilweise besondere Regeln beachtet werden.
Bei der Ausführung des Mauerverbands (MV) wird zwischen dem MV für Mauerenden (Endverbände) und dem MV für Mauermitte unterschieden.
| Einteilung der Mauerwerksverbände (MV) | Einteilung der Mauerwerksverbände (MV) | Einteilung der Mauerwerksverbände (MV) | Einteilung der Mauerwerksverbände (MV) |
| MV für Mauermitte                      | MV für Mauermitte                      | MV für Mauerende (Endverbände)         | MV für Mauerende (Endverbände)         |
| -------------------------------------- | -------------------------------------- | -------------------------------------- | -------------------------------------- |

### Endverbände (Mauerverbände für den Mauerkopf)
Allgemeine Regeln für alle Endverbände:
Die Steine an den Mauerenden ergeben sich aus dem Verband in Mauermitte und der Mauerlänge.
Die End-Steine (Endblöcke) bedingen paarweise einander.
Für alle Endverbände gibt es je nach Mauerlänge vier Möglichkeiten für den End-Stein (Endblock) des anderen Endes.
Die End-Steine des einen Mauerendes erzwingen über die durchgehende Schicht die End-Steine des anderen Endes. So gesehen könnte der Maurer gelassen zum anderen Ende hin mauern. Doch in Wirklichkeit werden die Mauerenden (-ecken) zuerst hochgezogen, um die Mitte als Schnur-Mauerwerk hochzuführen.
Die paarweise einander bedingenden Mauerenden werden also unabhängig voneinander gemauert. Die Abhängigkeit der Mauerenden muss der Maurer planerisch vorwegnehmen und die Schichten entsprechend anlegen, wenn er Pass-Steine (Teilsteine) in Mauermitte vermeiden will.

#### Endverbände für Ein-Stein-Mauerwerk
Die erste Schicht beginnt mit einem Ganzen.
Der Anfänger in der zweiten Schicht ergibt sich aus dem gewünschten Verband in Mauermitte.
Die Schichten enden mit den Teil-Steinen, die das Ende füllen (Erforderliche Viertelsteine werden nicht an das Mauerende gesetzt, sondern ein Stein vorgezogen, um deren Herausfallen am Ende zu vermeiden.). Das Teil-Stein-Maß ergibt sich aus der Division der Wandlänge durch das Steinmaß.

#### Endverbände für Mehr-Stein-Mauerwerk (Verbandsmauerwerk)
Da die Schichten aus mehreren Steinreihen bestehen, spricht man bei den Endverbänden von Endblöcken. Sie sind so zu gestalten, dass die anschließenden Stoßfugen zur Schnittfuge der Schicht werden und den gewünschten Verband in Mauermitte ermöglichen.
| Endverbände für Verbandsmauerwerk nach der Mauerlänge, l                                                                                | Endverbände für Verbandsmauerwerk nach der Mauerlänge, l                                                                                | Endverbände für Verbandsmauerwerk nach der Mauerlänge, l | Endverbände für Verbandsmauerwerk nach der Mauerlänge, l |
| Für kleinformatige Steine kann mit (x = ganze Zahl) geschrieben werden: l = x ∙ 2 am + (0 am bzw. 1 am) l = x ∙ 2am + (¼ am bzw. 1¼ am) | Für kleinformatige Steine kann mit (x = ganze Zahl) geschrieben werden: l = x ∙ 2 am + (0 am bzw. 1 am) l = x ∙ 2am + (¼ am bzw. 1¼ am) | Für kleinformatige Steine kann mit (x = ganze Zahl) geschrieben werden: l = x ∙ 2 am + (0 am bzw. 1 am) l = x ∙ 2am + (¼ am bzw. 1¼ am)                                      | Für kleinformatige Steine kann mit (x = ganze Zahl) geschrieben werden: l = x ∙ 2 am + (0 am bzw. 1 am) l = x ∙ 2am + (¼ am bzw. 1¼ am)                                      |
| Normalverband ( l = ganzzahliges Vielfaches der Steinlänge bzw. halben Steinlänge) - Die Schichten enden mit gleichen Steinen.          | Normalverband ( l = ganzzahliges Vielfaches der Steinlänge bzw. halben Steinlänge) - Die Schichten enden mit gleichen Steinen.          | umgeworfener Verband (l = ganzzahliges Vielfaches der Steinlänge bzw. halben Steinlänge plus ¼ Steinlänge) - Die Läufer-Schicht endet wie eine Binder-Schicht und umgekehrt. | umgeworfener Verband (l = ganzzahliges Vielfaches der Steinlänge bzw. halben Steinlänge plus ¼ Steinlänge) - Die Läufer-Schicht endet wie eine Binder-Schicht und umgekehrt. |
| --- | --- | --- | --- |

- Die Endverbände werden auch nach den Teilsteinen eingeteilt. Werden keine Viertel-Steine zugelassen, so spricht man vom Regelverband. Werden Viertel-Steine zugelassen, so spricht man vom vereinfachten Verband.
- Ein Normalverband bzw. umgeworfener Verband kann also als Regelverband bzw. als vereinfachter Verband ausgeführt werden.

### Mauerverbände für die Mauermitte

Läuferverband

Konstruktionsverbände (Tragverbände), die das Mindestüberbindemaß einhalten, ohne Teilsteine auskommen oder einfach und regelmäßig erscheinen sollen, erlauben im Gegensatz zu Zierverbänden nicht viel Gestaltungsspielraum.
Sonderverbände werden heute kaum noch eingesetzt. Sie dienten beispielsweise dazu, die Dichtheit gegenüber Schlagregen zu erhöhen. Sparverbände und die Verwendung von Bruchstücken sind heute unzulässig.
Seit der Einführung von wärmedämmenden großformatigen Steinen dominiert das Ein-Stein-Mauerwerk. Anstelle des hoch belastbaren Mehr-Stein-Mauerwerks aus kleinformatigen Vollsteinen, werden heute Kalksandstein-Planelemente oder Stahlbeton eingesetzt.
| MV für Mauermitte                    | MV für Mauermitte                      | MV für Mauermitte                | MV für Mauermitte                               |
| Konstruktionsverbände (Tragverbände) | Zierverbände, z. B. für Sichtmauerwerk | Sonderverbände gegen Schlagregen | Sparverbände mit Bruchstücken, heute unzulässig |
| ------------------------------------ | -------------------------------------- | -------------------------------- | ----------------------------------------------- |

| Konstruktionsverbände (Tragverbände)                                    | Konstruktionsverbände (Tragverbände)                                    | Konstruktionsverbände (Tragverbände)                                                                      | Konstruktionsverbände (Tragverbände)                                                                      |
| für Ein-Stein-Mauerwerk (Die Mauerschichten haben nur eine Steinreihe.) | für Ein-Stein-Mauerwerk (Die Mauerschichten haben nur eine Steinreihe.) | für Mehr-Stein-Mauerwerk (Verbandsmauerwerk) (Die Mauer-Schichten haben z. T. zwei und mehr Steinreihen.) | für Mehr-Stein-Mauerwerk (Verbandsmauerwerk) (Die Mauer-Schichten haben z. T. zwei und mehr Steinreihen.) |
| Binderverband (Header bond)                                             | Läuferverband, mittiger und schleppender (Stretcher bond)               | Blockverband (English bond)                                                                               | Kreuzverband (English Cross bond)                                                                         |
| ----------------------------------------------------------------------- | ----------------------------------------------------------------------- | --- | --- |

## Verbandarten
Je nachdem, wie Binder und Läufer aufeinander folgen und die Fugen übereinander stehen, werden die Verbände unterschiedlich benannt. Die Namen der Verbandsarten werden hierbei teilweise eher allgemein verwendet oder beziehen sich auf ein ganz spezielles Muster.

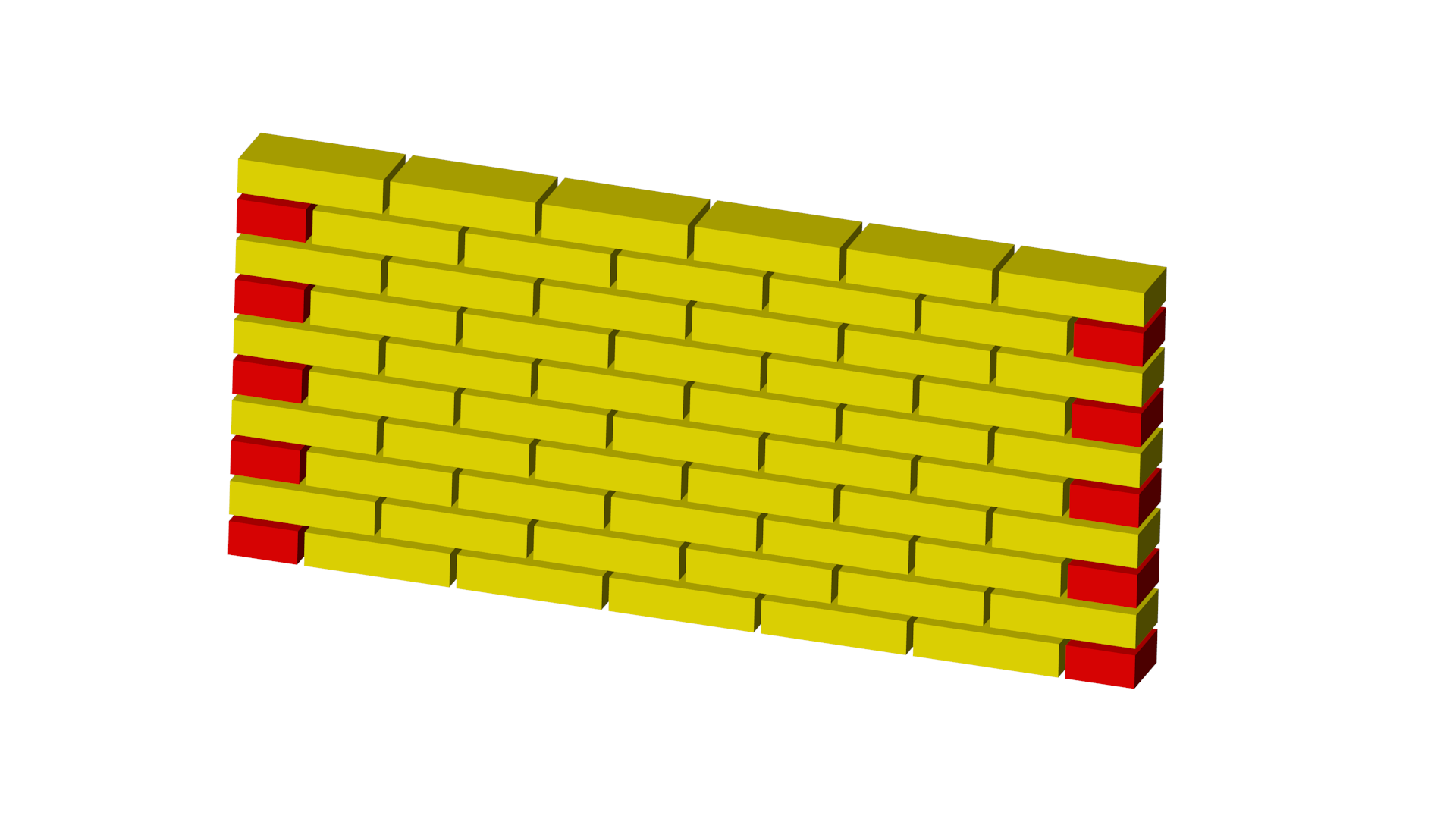
Mittlerer Läuferverband, zum seitlichen Abschluss werden halbe Steine verwendet

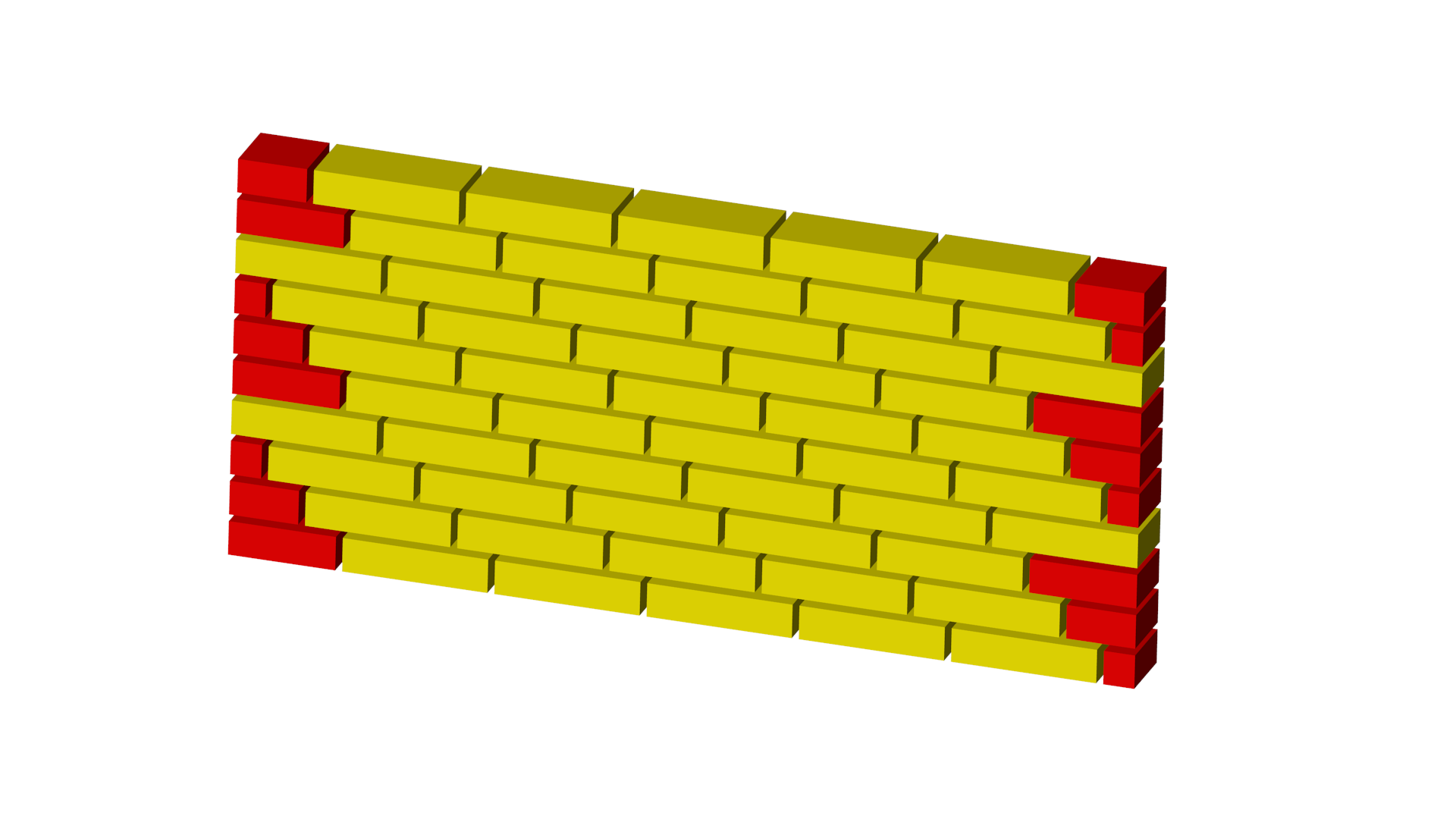
Schleppender Läuferverband, zum seitlichen Abschluss werden 1/4, 1/2 und 3/4 lange Steine verwendet

### Tragverbände
Bei den Tragverbänden im engeren Sinne steht die Lastverteilung und Tragfähigkeit im Vordergrund.

#### Läuferverband
Sind Mauersteine in Längsrichtung der Mauerflucht mit jeweiligem Versatz der nächsten Schar um eine halbe Länge angeordnet, wird von einem Läuferverband gesprochen. Am Ende einer jeden zweiten Reihe wird ein 1/2 Stein vermauert, um versetzte Stoßfugen zu erreichen. Beim reinen Läuferverband entspricht die Wanddicke der Kopfbreite der Steine (halbsteinige Wand). Bei traditionellen Ziegelformaten ist die Rohbauwand somit um die 12 cm stark, was für tragende Wände meist nicht ausreicht. Wenn die Wand nur als Raumabschluss oder Vorsatzschale diente, wurden die Steine auch hochkant vermauert, wodurch sich die Wandstärke auf bis zu 5 cm verringerte.
Sind die Scharen um 1/4 Steinlänge versetzt, spricht man vom Schleppenden Läuferverband.

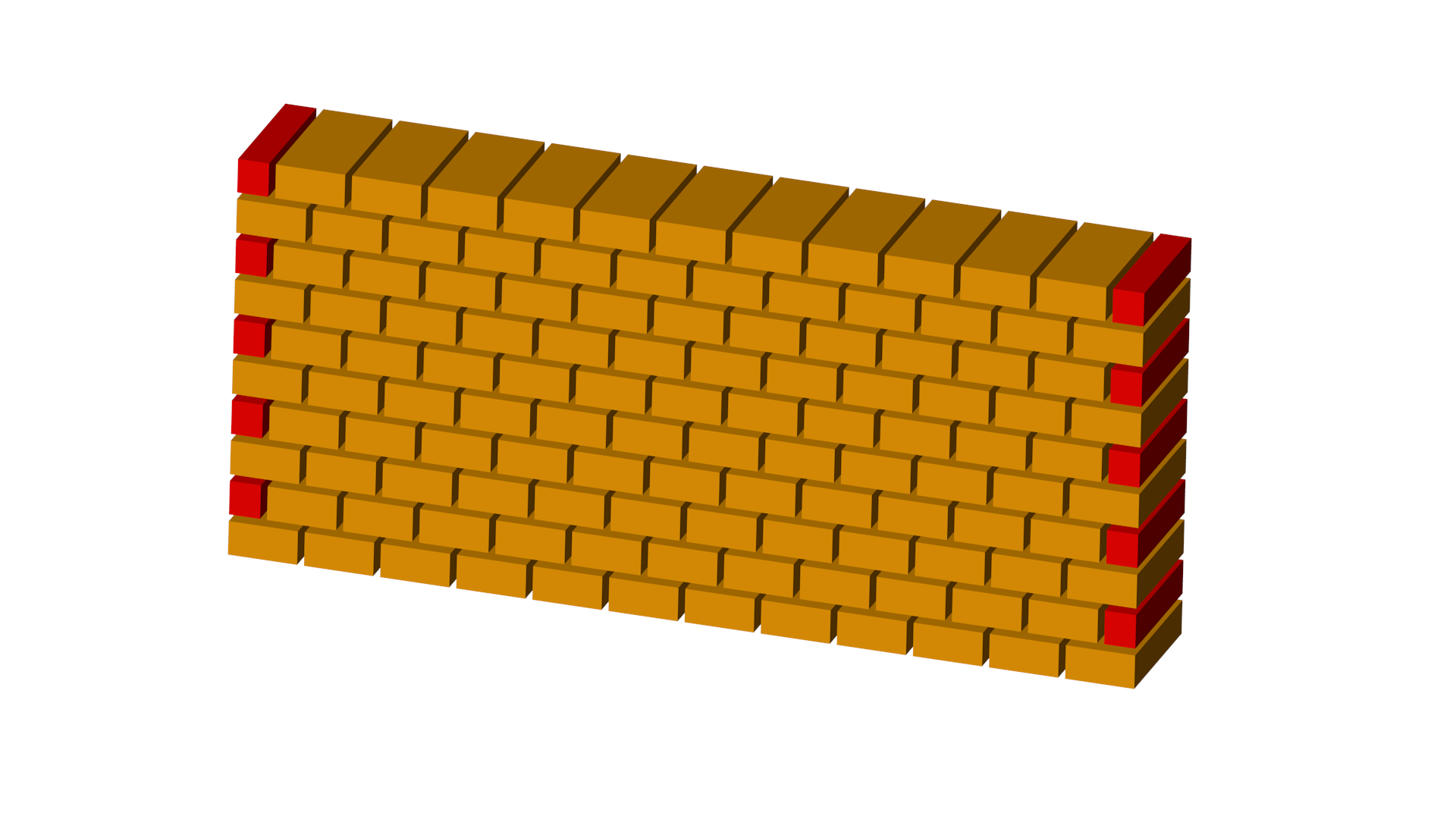
Binderverband, zum seitlichen Abschluss werden längs halbierte Steine verwendet

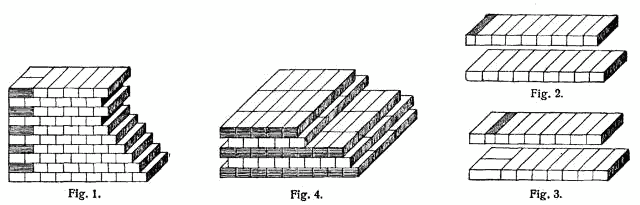
Binderverband

#### Binderverband
Der Binderverband ist die einfachste Art, eine Wand in voller Steinstärke zu mauern. Hier werden alle Steine quer zum Wandverlauf gelegt und von einer Lage zur nächsten um eine halbe Steinbreite überlappt.
Von den Steinen sind in der Wandfläche also nur noch die Köpfe zu sehen.

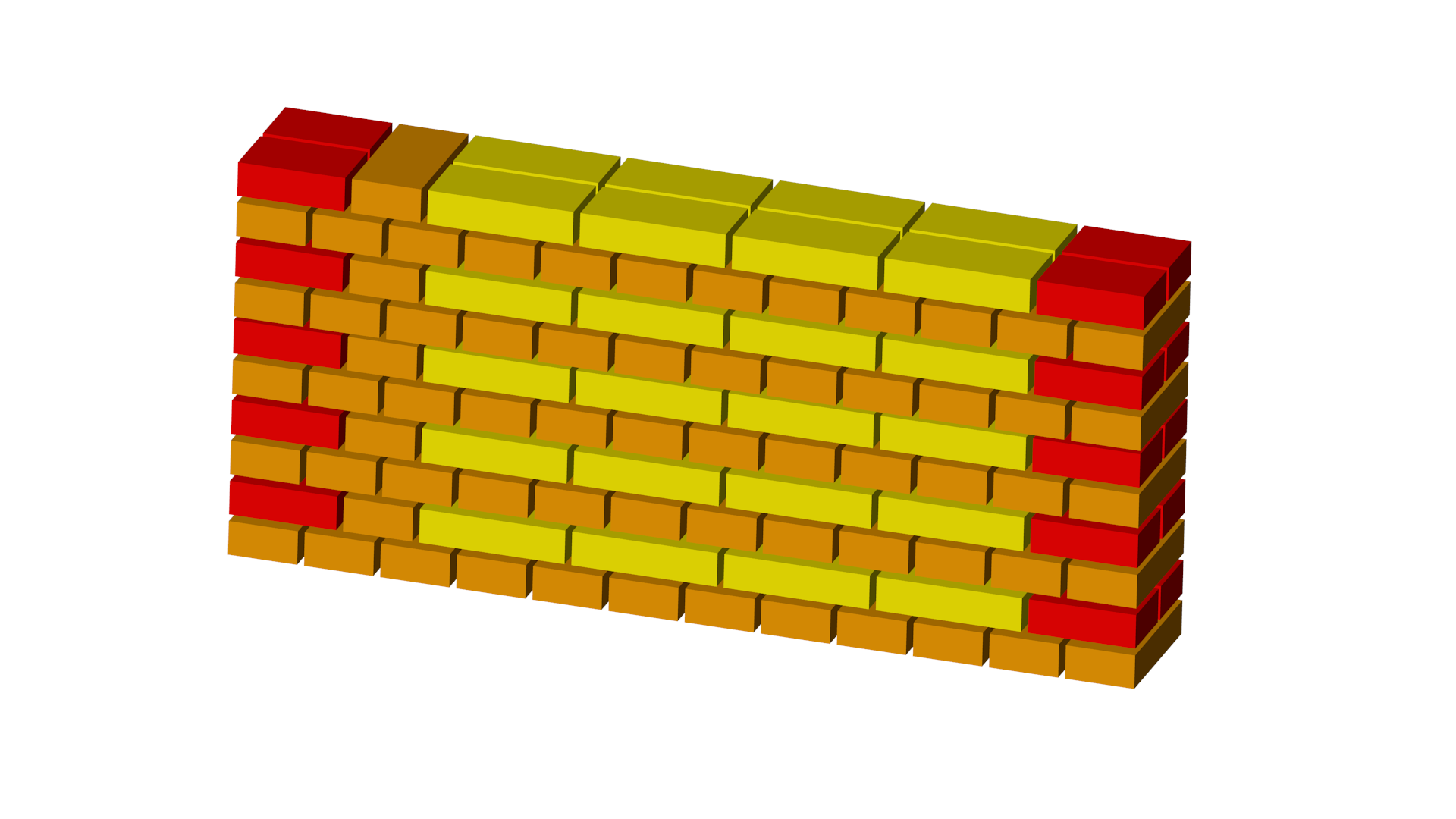
Blockverband, 1 Stein Stärke – (Hinweis: Der Blockverband wird anders, als das Bild suggeriert, mit gleichen Formaten für Binder und Läufer gemauert)

#### Blockverband
Im Blockverband wechseln sich Binder- und Läuferschichten ab, dabei sind die Läufer gegenüber den Bindern um einen halben Kopf versetzt eingebaut, während Läufer senkrecht fluchten. Die Mauerstärke entspricht damit mindestens einer Ziegellänge.
Bei einer Mauerstärke von einem Stein befinden sich in den Läuferscharen jeweils zwei Steine längs nebeneinander und in den Binderscharen liegen die Steine quer aneinander. Ist die Länge der Mauer in Kopflängen ungerade, wird die Läuferschicht beidseitig von zwei Dreiviertlern abgeschlossen, ist sie gerade, wird an einem Ende ein Binder vor den Dreiviertlern eingefügt (wie in der Grafik zu sehen).
Für Mauern ab eineinhalb Steinen bzw. drei Köpfen Stärke im Blockverband werden die Binder- und Läuferscharen komplizierter.
Je nach Stärke ergibt sich:
- 1,5 Steine: In der Läuferschar liegt an der sichtbaren Außenseite ein Läufer, dahinter zwei Binder; in der Binderschar ist dies genau umgekehrt. Somit sind Läufer- und Binderschar identisch aufgebaut.
- 2 Steine: In der Läuferschar liegen an beiden Außenseiten jeweils ein Läufer, dazwischen zwei Binder. In der Binderschar werden zwei Binder hintereinander gelegt.
- 2,5 Steine analog 1,5 Steine, jedoch mit einem weiteren zusätzlichen Binder.

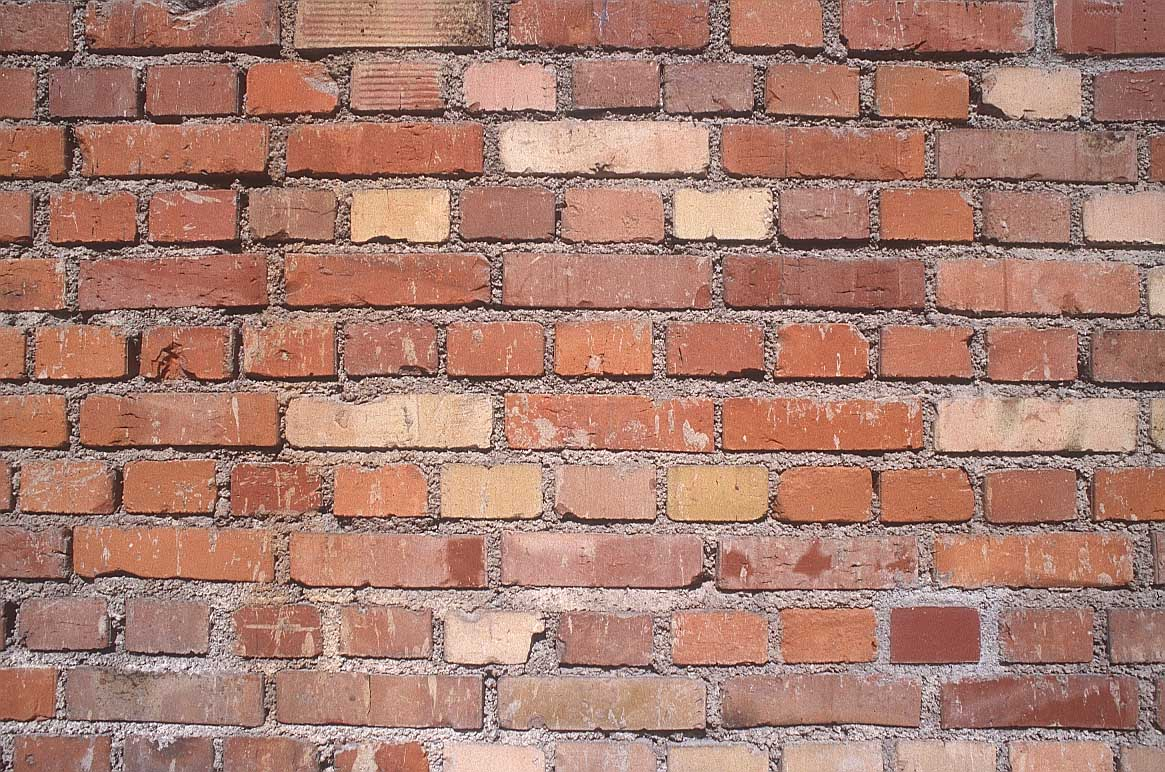
Blockverband

In jeder Läuferschar liegen an Anfang und Ende so viele Dreiviertel (Dreiquartiere), wie die Wand in Köpfen dick ist. Bei Ecken gilt die Maurerregel, dass die Läuferschicht „durchläuft“, die Binderschicht dagegen anstößt.
Im Sparverband wird die Läuferschar mit ganzen Steinen begonnen, der Ausgleich erfolgt in der Binderschar mit längs gespaltenen Steinen, den Riemchen. Dadurch entsteht kein Abfall an Ziegeln, es werden keine Dreiviertler verwendet. Jedoch ist am Mauerende die Tragfähigkeit nicht so groß. Als Abhilfe können die Riemchen erst nach dem ersten Binder verbaut werden.
Erste Anwendungen des Blockverbandes kann man ab dem 16. Jahrhundert nachweisen. Damit entstand ein homogenes Mauerwerk, das durch die gesamte Dicke durchgebunden und deutlich fester war als das mittelalterliche Schalenmauerwerk. Im Blockverband wird jede Stoßfuge in der darunter und darüberliegenden Schicht verdeckt. Ziegelgebäude der Gründerzeit sind, abgesehen von Fassadengestaltungen, überwiegend im Blockverband gemauert.

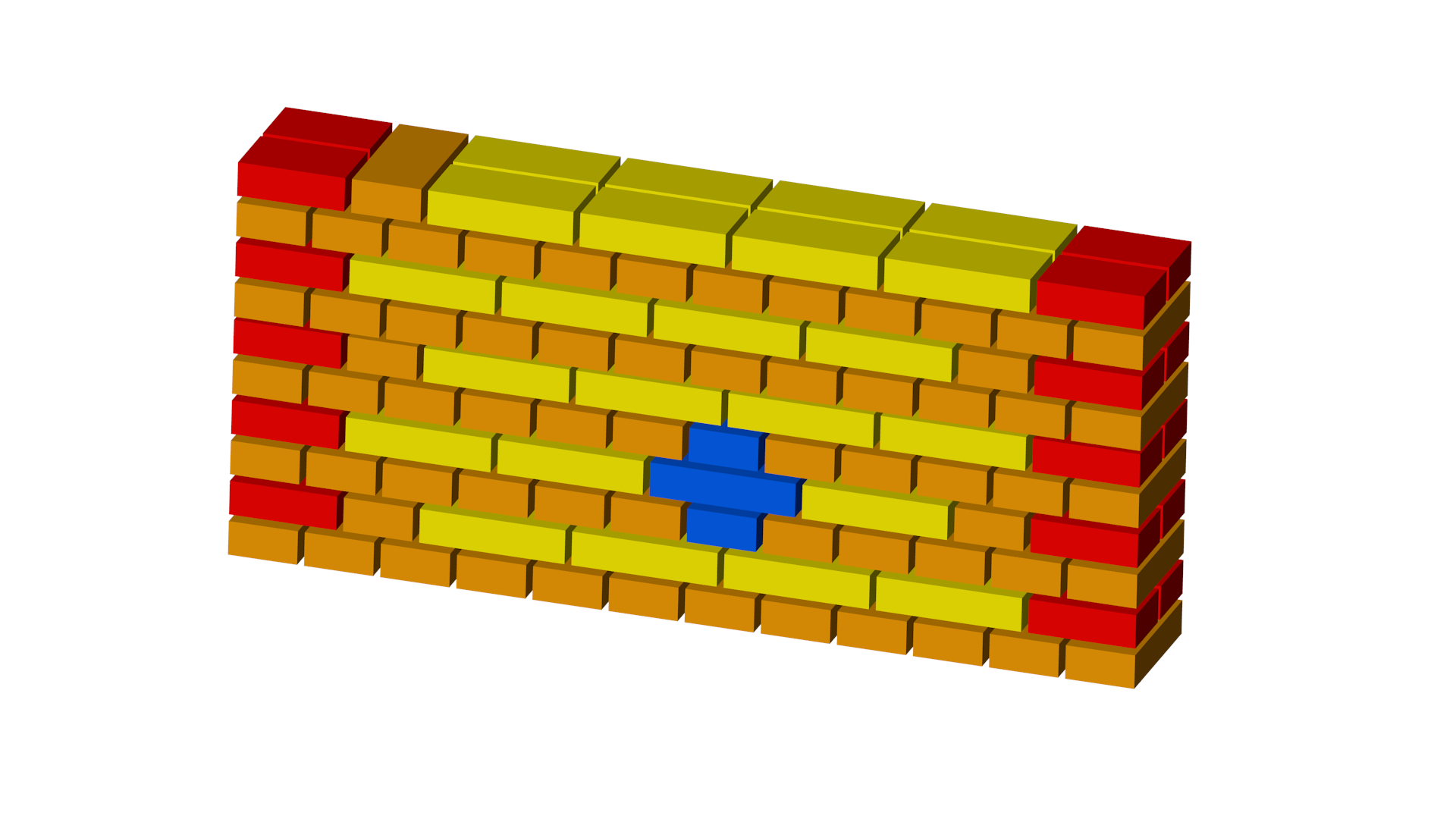
Kreuzverband

#### Kreuzverband
Beim Kreuzverband, der vom Blockverband abgeleitet ist, wird jede zweite Läuferschicht um einen Kopf – den Verschiebekopf – versetzt. Die Schichtenfolge der Läuferschichten wiederholt sich erst nach vier Lagen. Der innere Aufbau der Schichten bleibt identisch. Bei gezielter Verwendung unterschiedlich farbiger Ziegel ergibt sich dabei ein Kreuzmuster. An den Enden werden Dreiviertel-Steine vermauert.

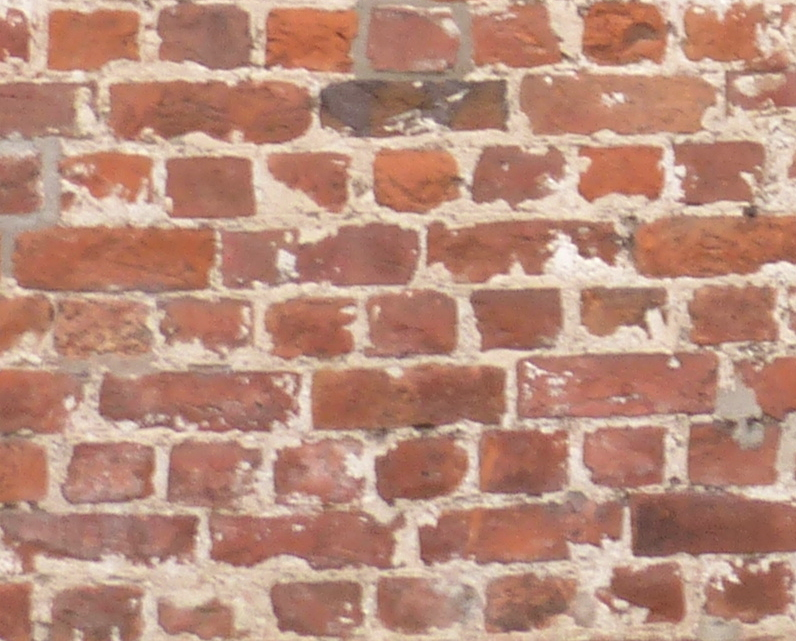
Kreuzverband

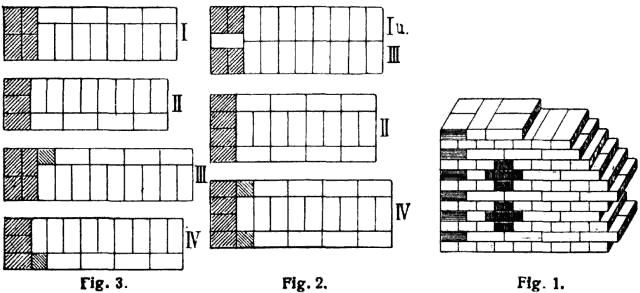
Kreuzverband 1,5 und 2 Stein Mauerstärke

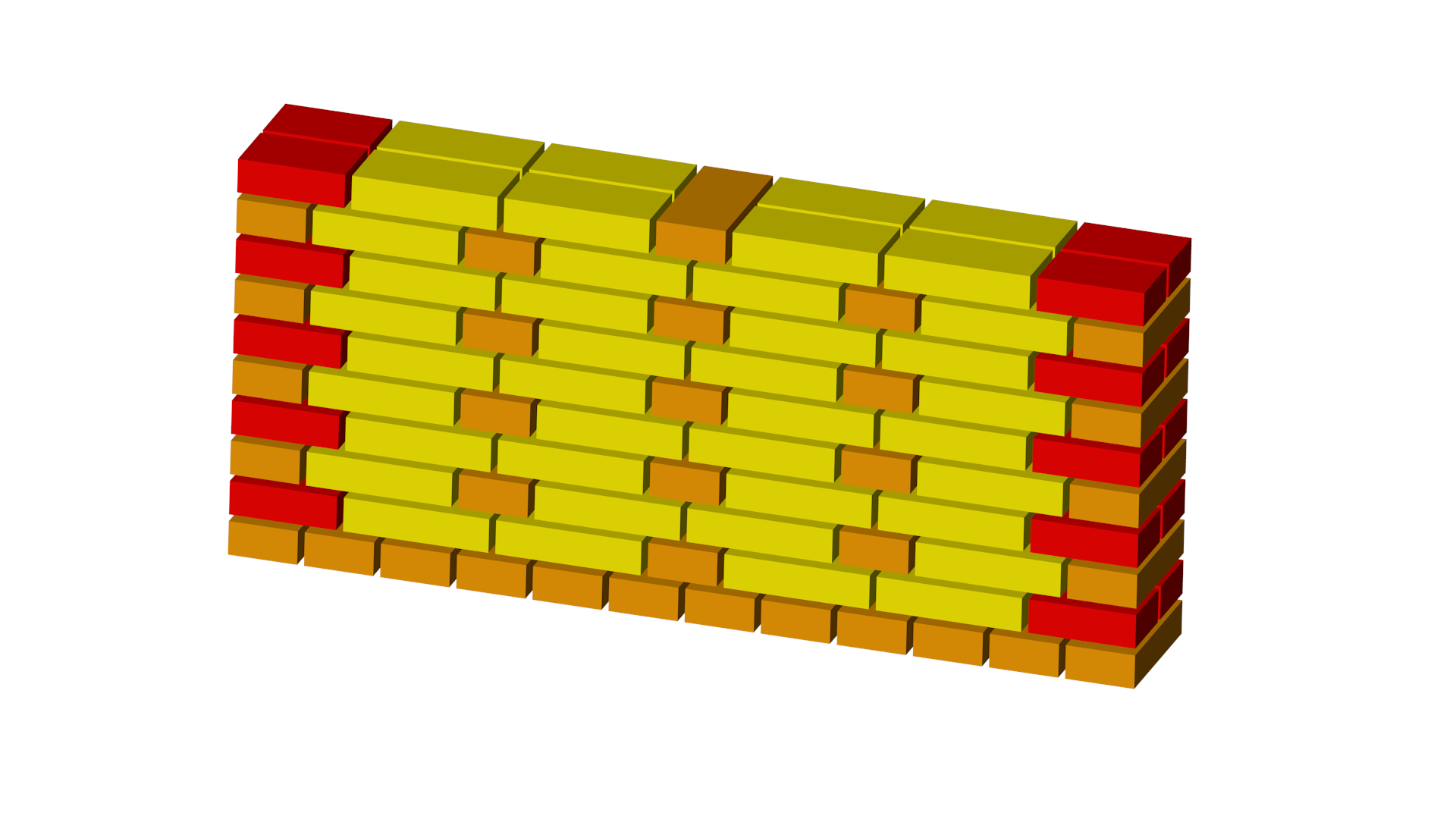
Märkischer Verband

#### Märkischer Verband, Wendischer Verband
Beim Märkischen Verband, auch als Wendischer Verband oder Kirchenverband bezeichnet, wechseln sich in einer Schicht je zwei Läufer mit einem Binder ab. Er ähnelt dem Gotischen Verband, jedoch kommen die Binder jeweils auf den Fugen der Läufer der benachbarten Reihen zum Liegen.

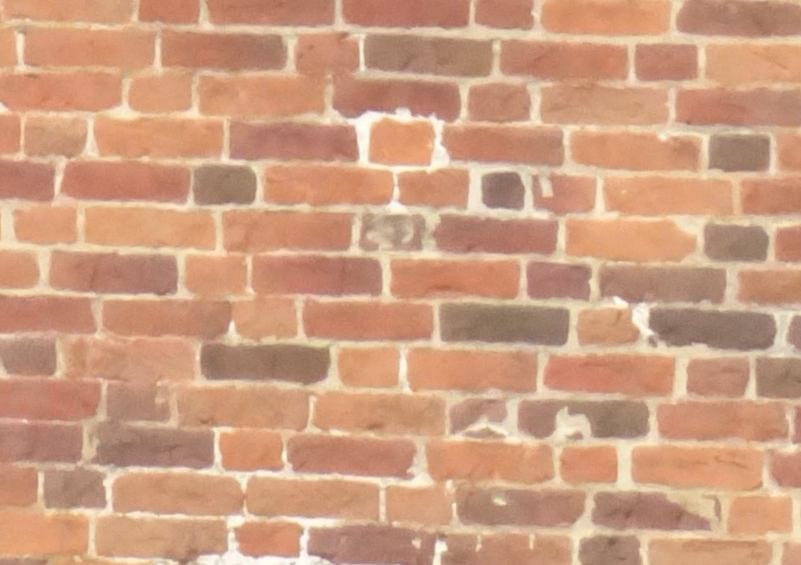
Wendischer Verband

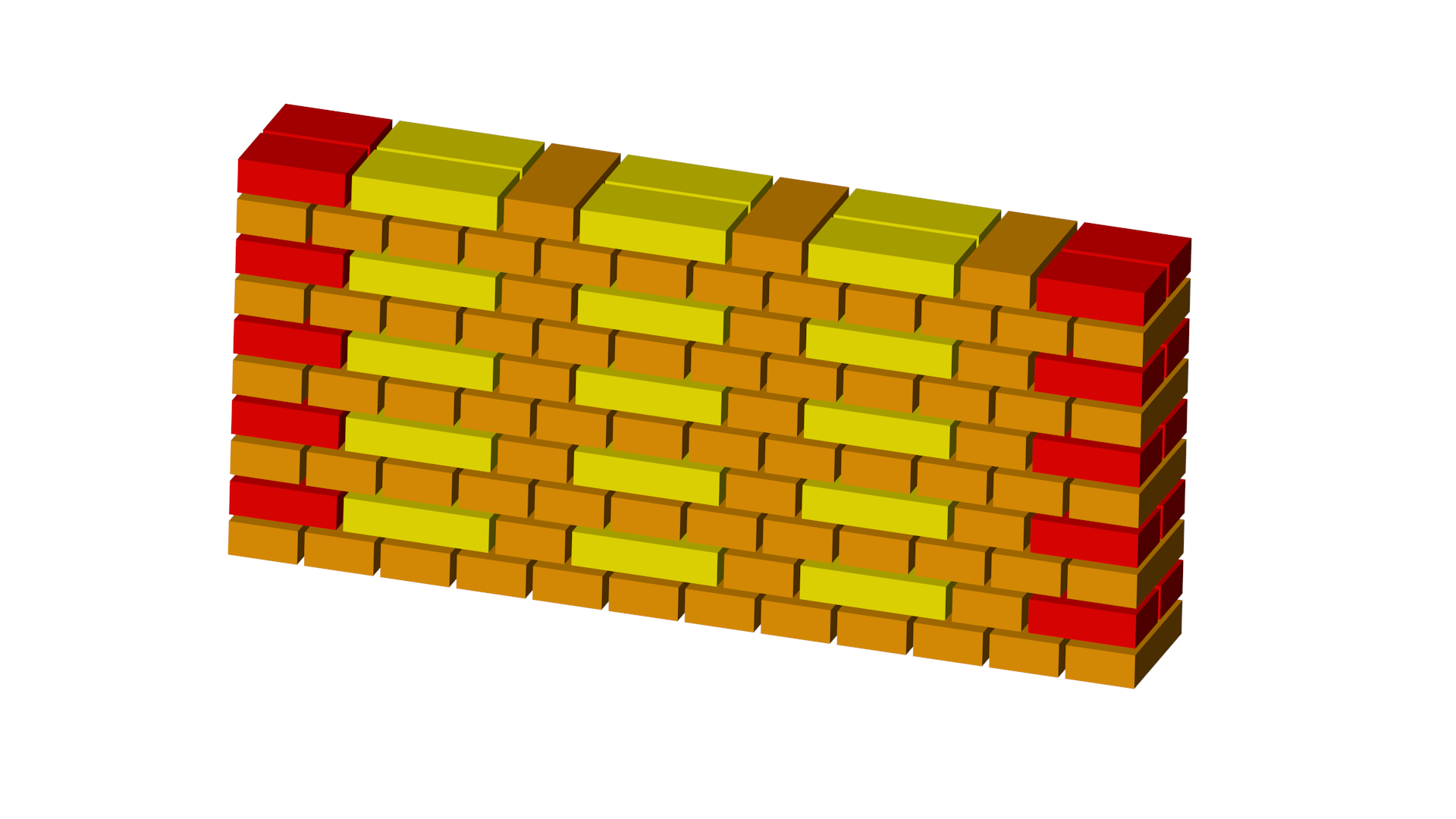
Holländischer Verband

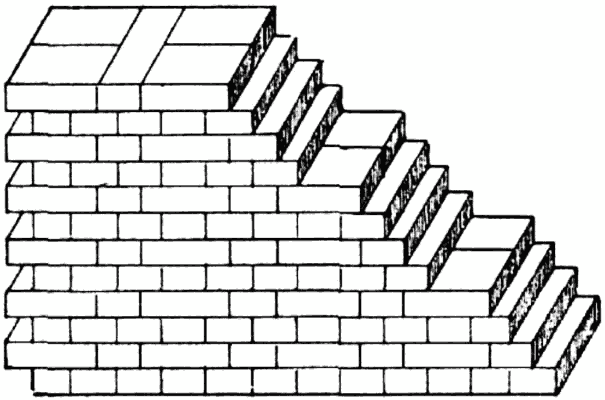
Holländischer Verband

#### Holländischer Verband
Der Holländische Verband hat mehrere aufeinander folgende Binderschichten, die mit sichtbaren Läufer-Binder-Schichten abwechseln, wie auf dem nebenstehenden Bild einer 1 Stein starken Mauer zu erkennen ist. Durch diese Anordnung entfallen die sonst übereinanderliegenden inneren Stoßfugen. Der Nachteil ist bei diesem Verband, dass bei Mauerstärken von ungerader Steinbreitenanzahl sehr viele 3/4-Format-Steine geschlagen bzw. geschnitten werden müssen. Die Verzahnung erfolgt gleichmäßig, um je einen eingreifenden 1/4 Stein und einer periodisch wiederkehrenden Abtreppung. Wie im Bild dargestellt, entstehen dadurch die 1/4 Stein und 3/4 Stein breiten Abstufungen. Beim Holländischen Verband werden die Läufer-Binder-Schichten und Binderschichten regelmäßig miteinander abgewechselt, wobei dann die Binder jeder Läufer-Binder-Schicht übereinander liegen.

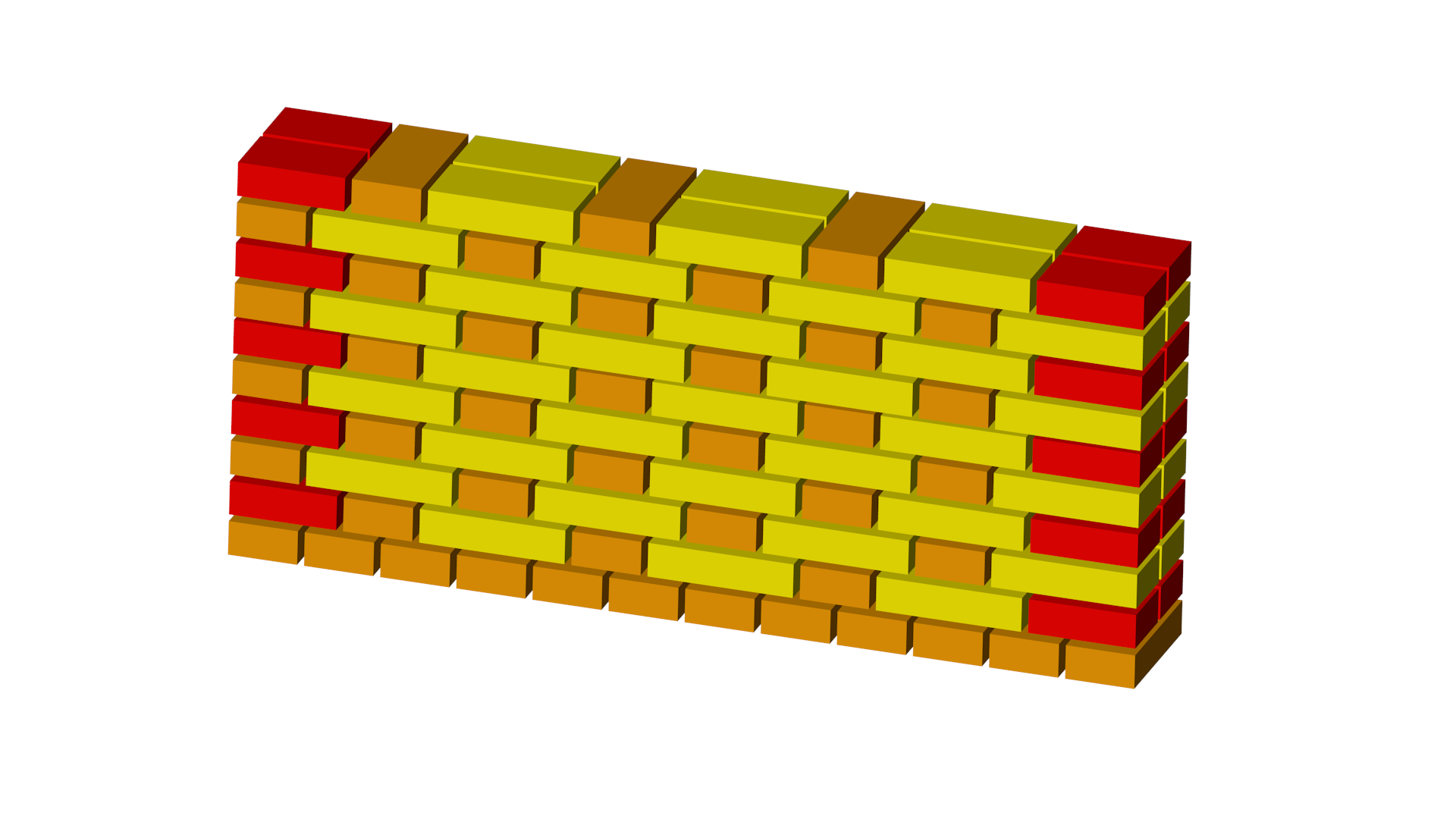
Flämischer Verband

#### Flämischer Verband
Als Flämischer Verband wird eine vereinfachte Variante des Holländischen Verbands bezeichnet. Es wechseln sich dabei periodisch ein Läuferziegel und ein Binderziegel miteinander ab, wobei im Gegensatz zum Holländischen Verband keine (oder selten wenige) Binderschichten verbaut wurden. Die Schichten sind jeweils um einen halben Kopf und einen halben Stein versetzt, sodass die in der überliegenden Schicht folgenden Binder immer auf der Mitte der darunter liegenden Läufersteine liegen.

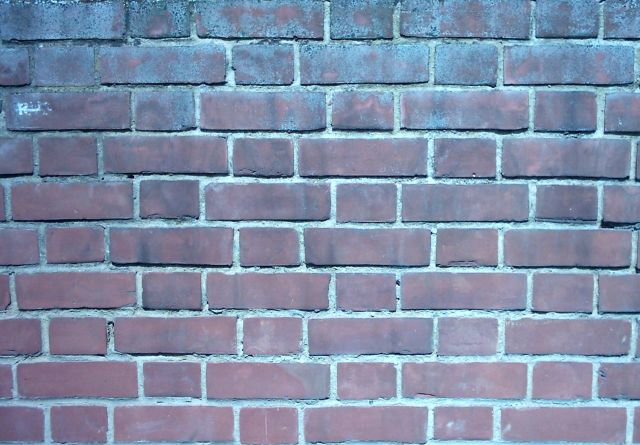
Flämischer Verband

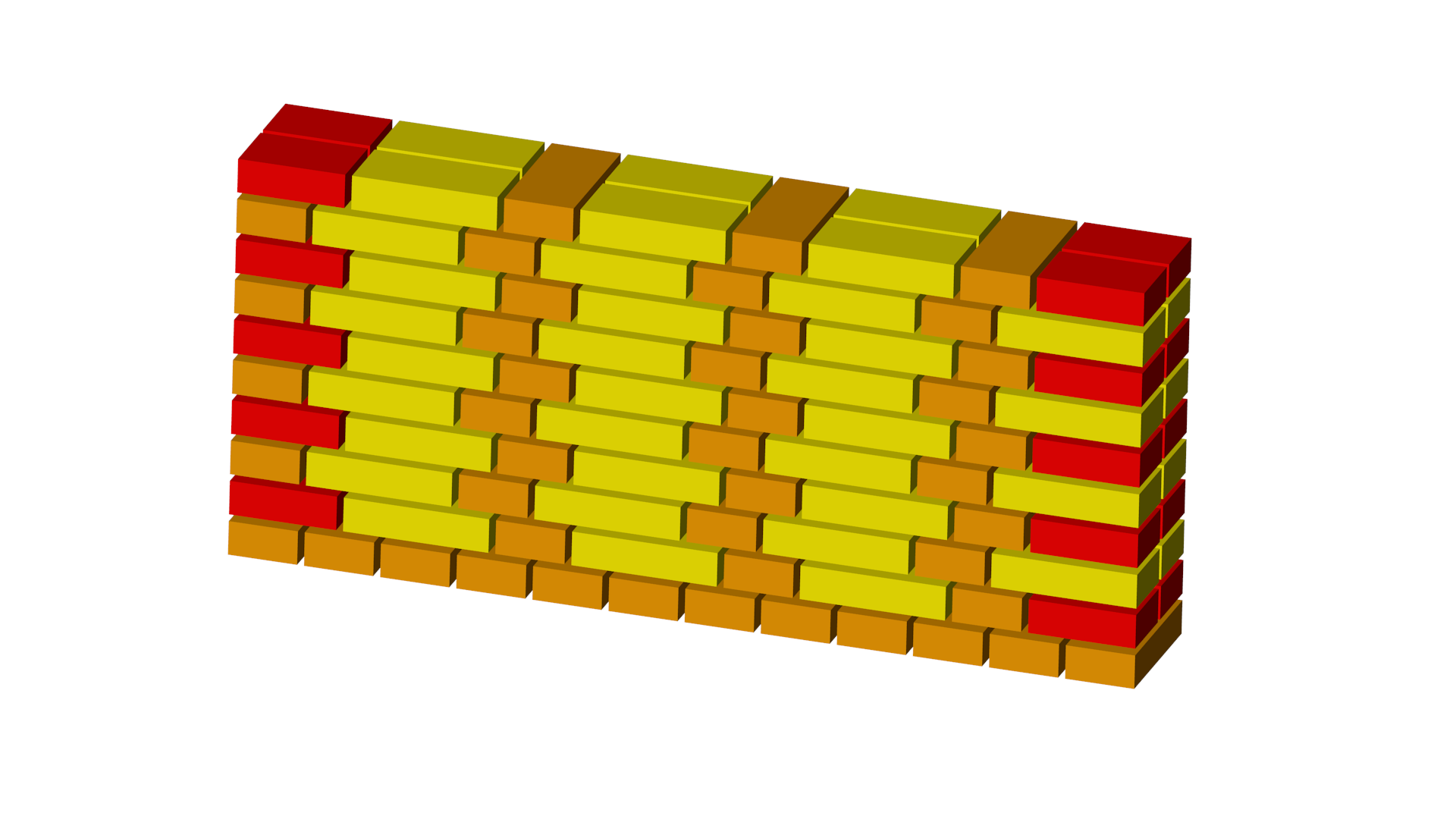
Gotischer Verband

#### Gotischer Verband, Polnischer Verband
Beim Gotischen Verband (auch Polnischer Verband genannt) wechseln sich in jeder Steinlage jeweils ein Binder und ein Läufer ab, von Lage zu Lage um eine halbe Binderbreite versetzt. Oftmals befindet sich nach 3 Schichten der Binder wieder an derselben Stelle.

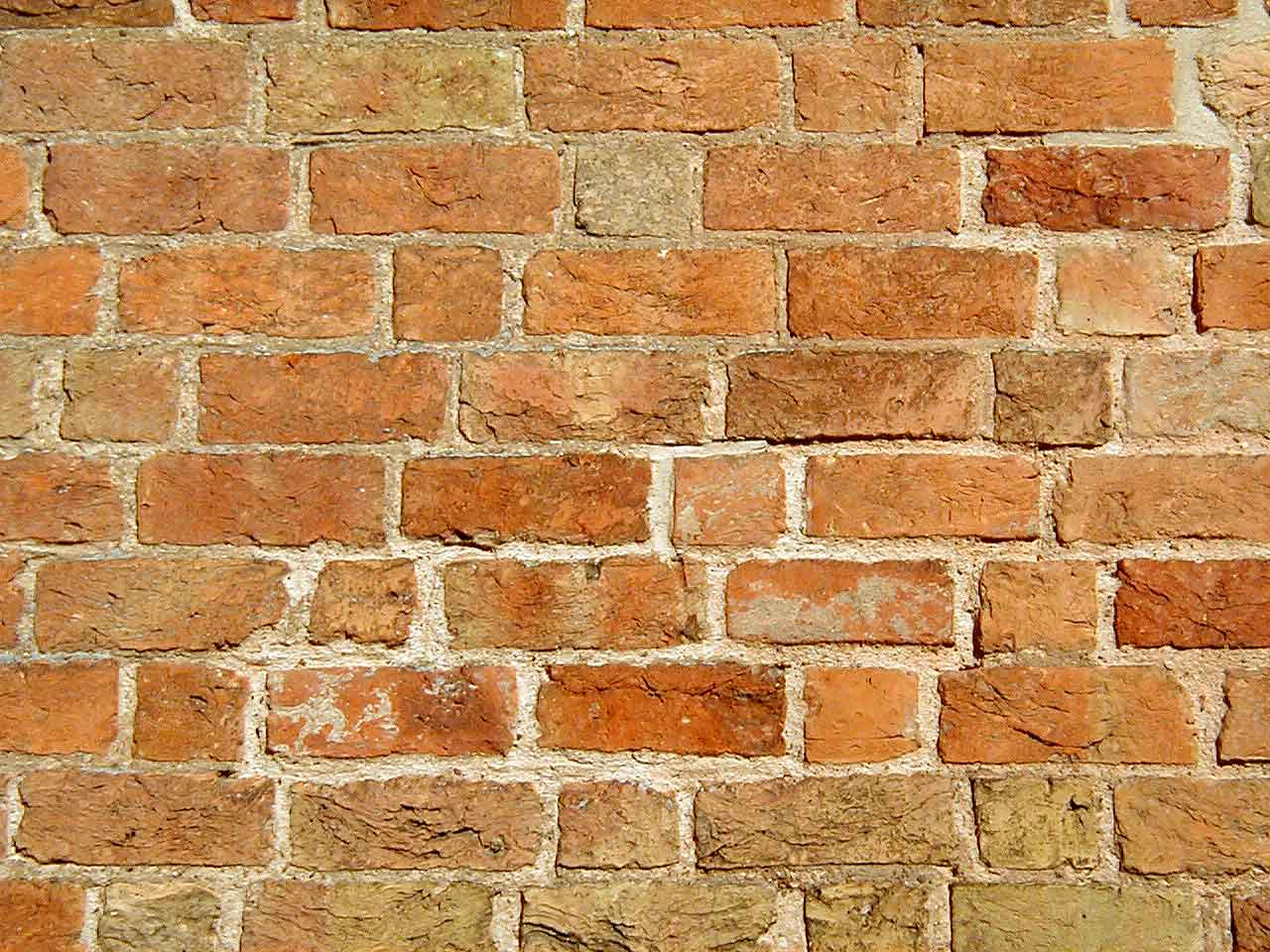
Gotischer Verband

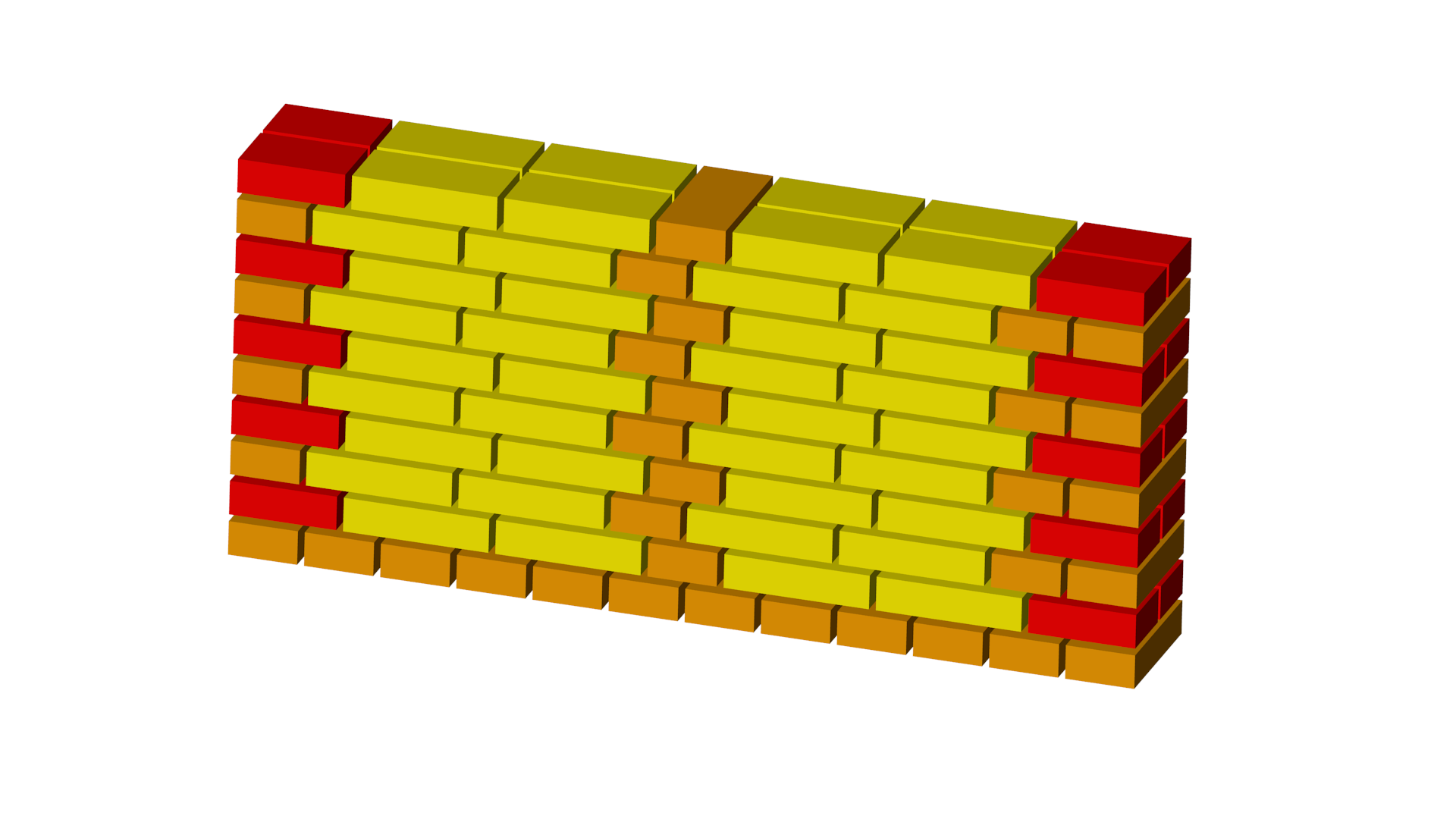
Schlesischer Verband

#### Schlesischer Verband
Der Schlesische Verband ist wie der Gotische Verband, jedoch mit mindestens 2 Läufern zwischen den Bindern.

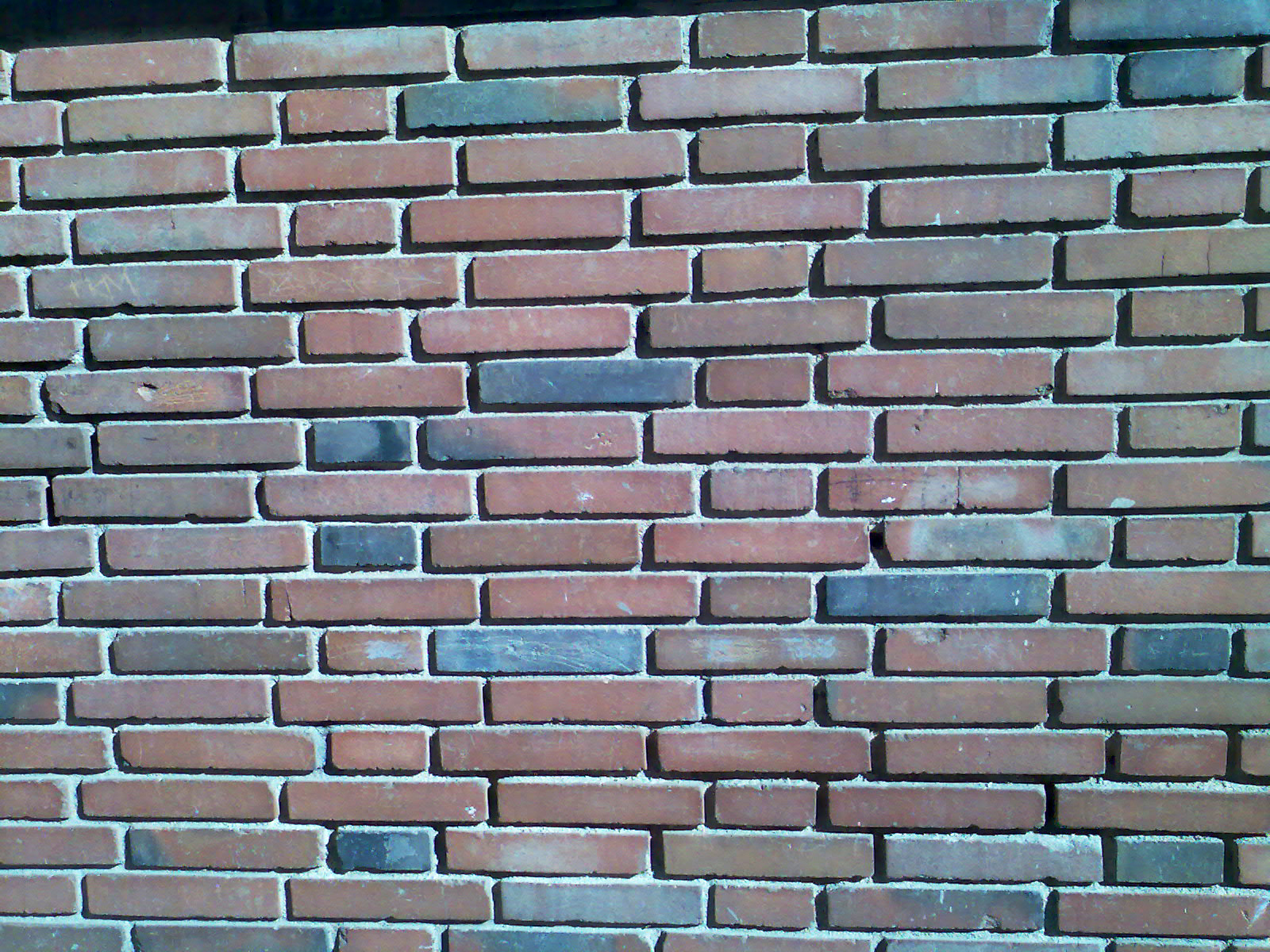
Schlesischer Verband

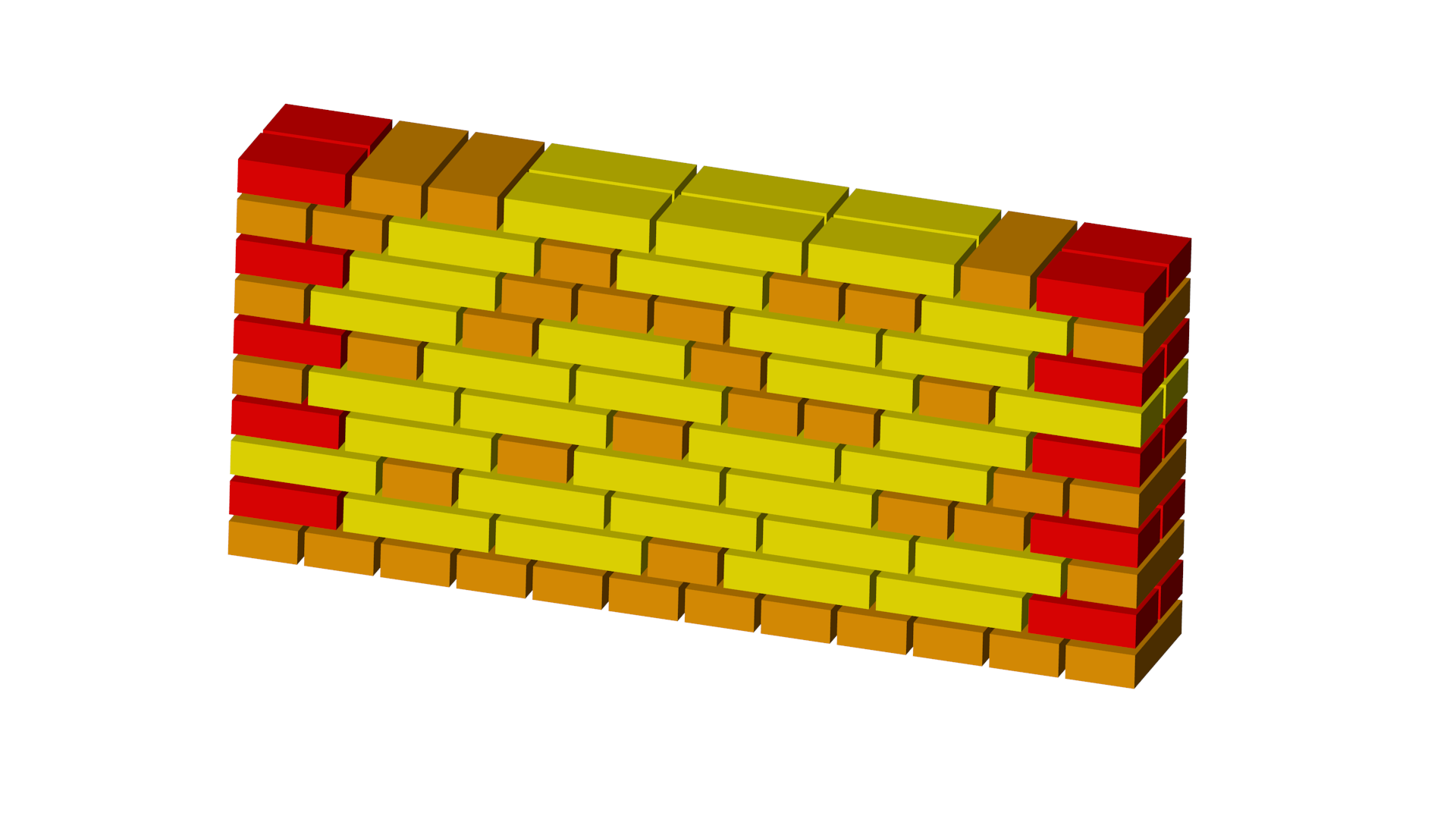
Wilder Verband

#### Wilder Verband
Beim Wilden Verband handelt es sich um eine scheinbar ungeordnete Platzierung der Steine, bei der jedoch bestimmte Regeln zu beachten sind, wodurch die Ausführung anspruchsvoller ist, als Name und Erscheinungsbild des Verbandes zunächst vermuten lassen. Die Stoßfugen müssen generell um 1/4 Stein versetzt werden, wobei eine Treppenbildung aus eingestreuten Köpfen (Bindern bei 24 cm Wandstärke) weitgehend vermieden werden sollte.
Weitere Regeln des Verbandes können unterschiedlich definiert sein und sollten vor Beginn der Ausführung zwischen dem Auftraggeber und dem Ausführenden festgelegt werden (z. B. auch mittels einer Musterfläche).
Dabei sollte festgelegt werden, wie viele Läufer nebeneinander folgen dürfen und wie viele Stufen/Treppen sich aus den eingestreuten Köpfen höchstens ergeben sollten (3 bis 5 Stufen). Weiter dürfen die Köpfe (Binder) höchstens in jeder x-ten Schicht wieder übereinander liegen (3.–6.).
Unter Einhaltung der damit festgelegten „Randbedingungen“ kann der Verband frei gemauert werden. Das ist nicht so einfach, da sich gerade bei kurzen Wandenden und Pfeilern kein Spielraum für Streuungen ergibt.
Am Wandende werden die Schichten wie in den meisten anderen Verbänden mit Kopf und in der nächsten Schicht dann mit Dreiquartierstein ausgeführt, was einen Versatz von 1/4 Stein ergibt.

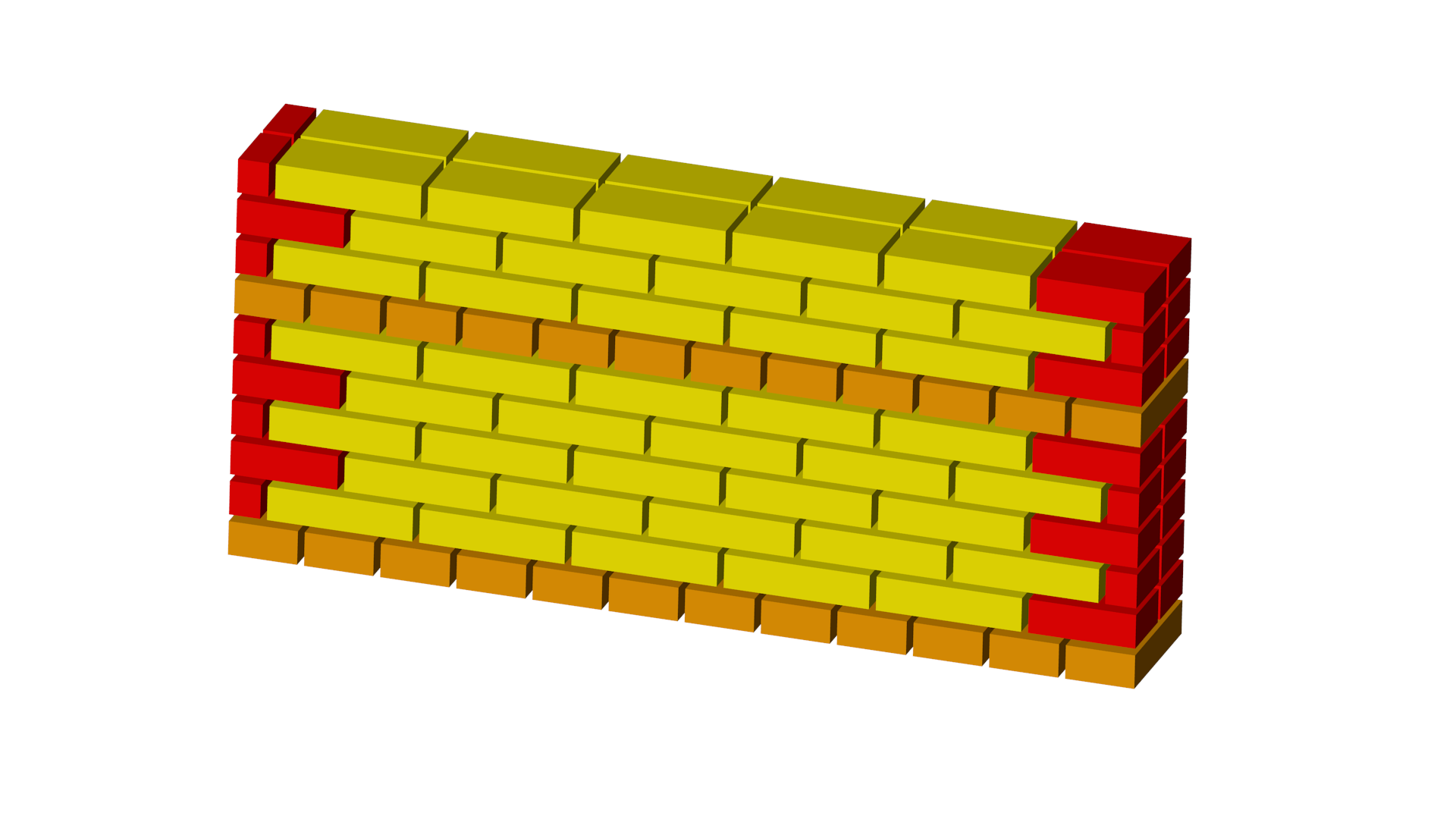
Amerikanischer Verband

#### Amerikanischer Verband
In Nordamerika wird häufig ein Verband verwendet, bei dem abwechselnd eine Binderschicht und – je nach Bauweise – rund fünf Läuferschichten übereinandergesetzt werden.

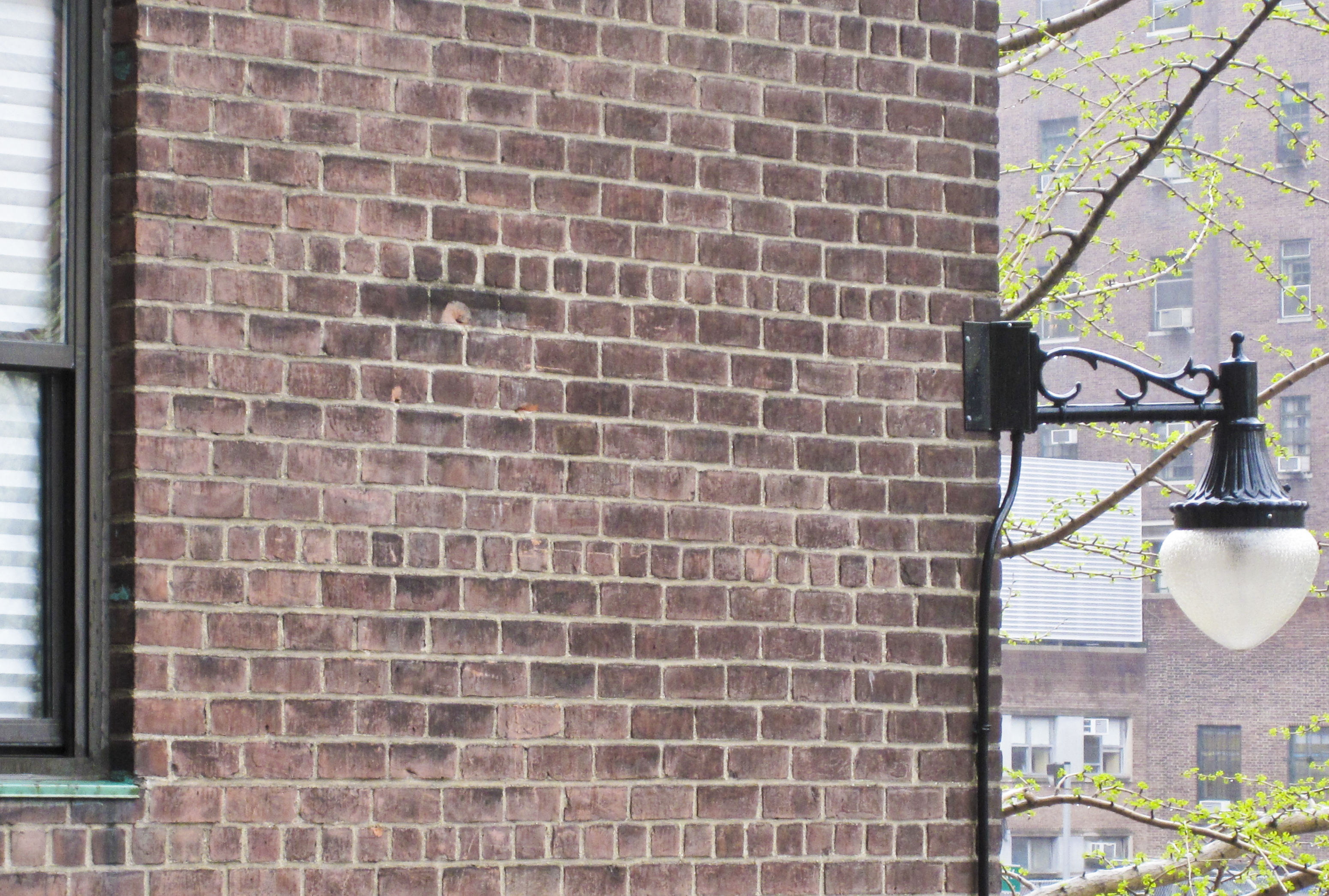
American Bond, 5th Ave, Harlem, New York

#### Sägeverband
Mauersteine liegen hochkant mit kurzer Seite hintereinander versetzt im Mauerwerk.

#### Ährenverband

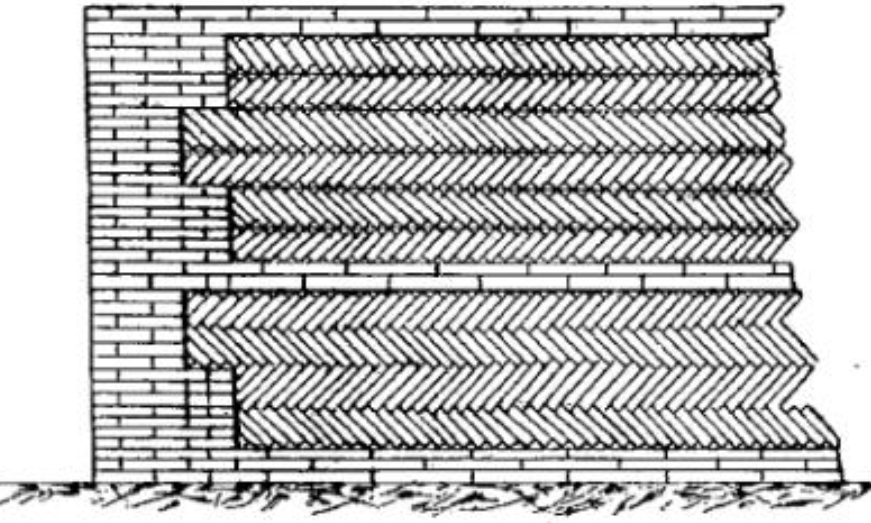
Ährenverband (Opus Spicatum)

Der Ährenverband (römisch: Opus spicatum) wird durch schräge, abwechselnd nach rechts und links gerichtete Lagen länglichrunder Steine oder Ziegel gebildet. Zur Erhöhung der Stabilität sind im römischen Mauerwerk horizontale Backsteinbänder eingezogen.

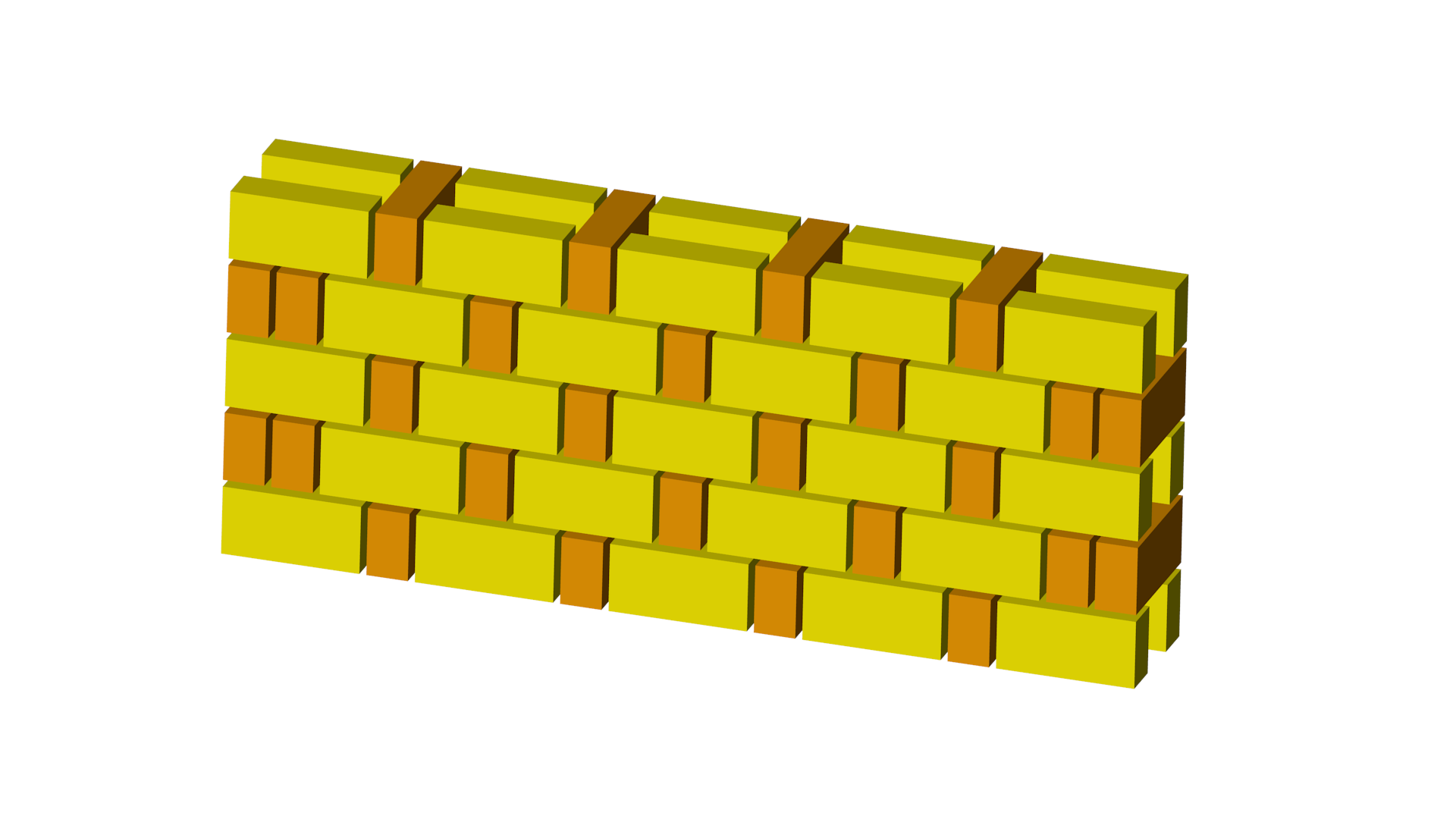
rat-trap-Verband

### Hohlmauerwerkskonstruktionen
Hohlmauerwerke wurden im 19. Jahrhundert oft gebaut und werden heute noch in Indien verwendet. Eine in England verbreitete Variante des Hohlmauerwerks nennt sich rat-trap (dt. „Rattenfalle“). Bei diesem Verband, der von außen wie der Flämische Verband aussieht, werden die Steine hochkant abwechselnd wie Läufer und Binder aneinandergereiht. Dadurch entstehen zwei Mauern aus Läufern, welche durch Binder verbunden werden. Dadurch ist die Mauer so stabil, dass etwa 3 Stockwerke errichtet werden können. Durch den Lufteinschluss isoliert sie gut und benötigt weniger Steine als eine massive Mauer.

### Festungsverband

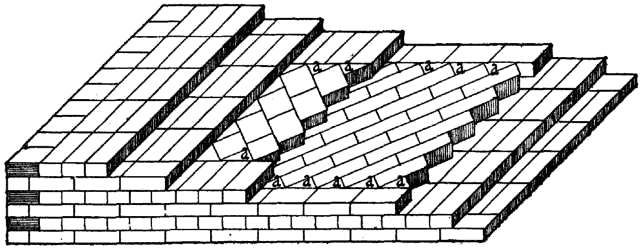
Festungsverband

Beim Festungsverband liegen im Mauerinneren horizontale Packungen von Mauersteinen um 45° oder ähnliche Winkel gegenüber den äußeren verdreht.

### Verblendverbände (Zierverbände)
Für die Fassadengestaltung mit sichtbar vermauerten Verblendern werden Zierverbände gewählt, die sich teilweise aus historischen Mauerverbänden herleiten.

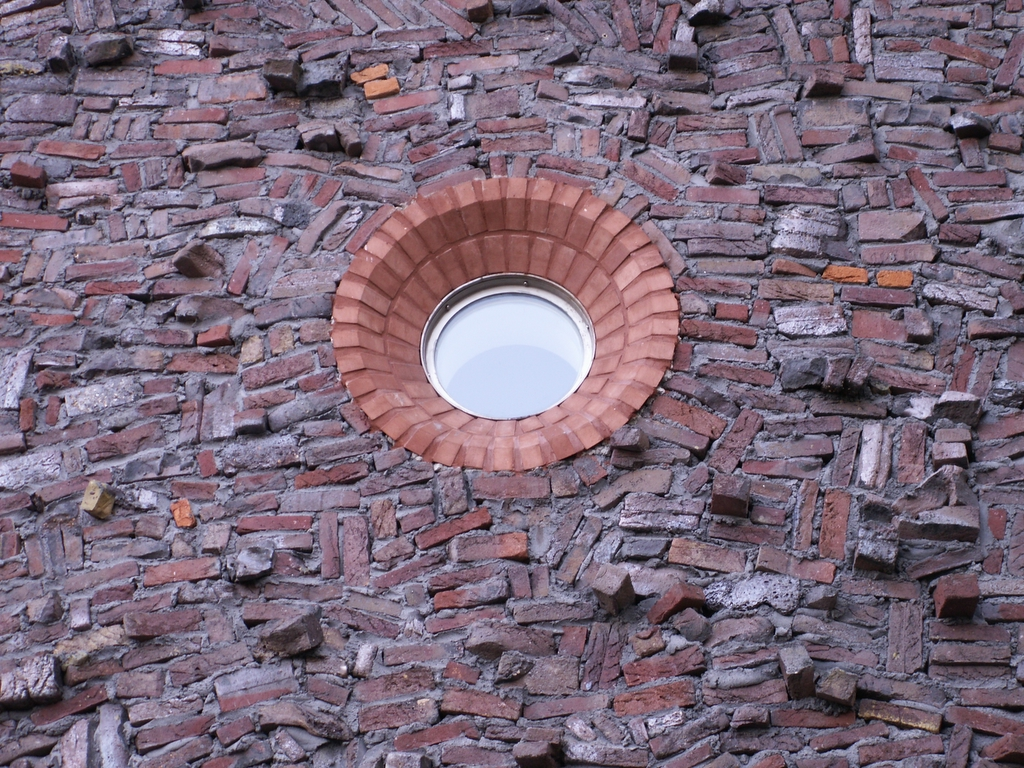
Chaotisches Ziermauerwerk